# Campeonato Mundial de Baloncesto Femenino de 1953
El I Campeonato mundial de baloncesto femenino fue organizado por la Federación Internacional de Baloncesto, se llevó a cabo en Chile entre el 7 y el 22 de marzo de 1953. Participaron 10 selecciones. El campeón de esta edición fue Estados Unidos, que venció en la ronda final, definiendo en el último partido el título ante el local, Chile.

## Sede

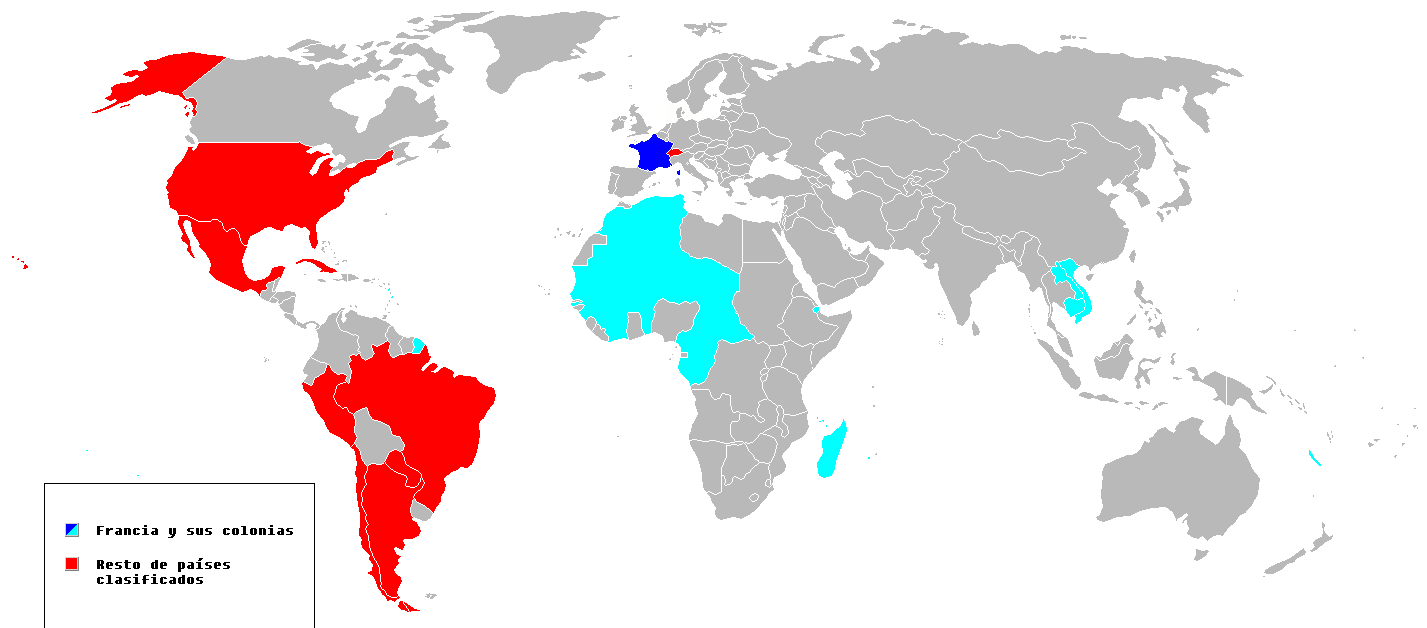
Mapa de los países participantes. En azul y celeste, Francia y sus colonias.

| Ciudad            | Pabellón         | Capacidad |
| ----------------- | ---------------- | --------- |
| Santiago de Chile | Estadio Nacional | 35 000    |

Equipos participantes
| América        | Europa  |
| -------------- | ------- |
| Argentina      | Francia |
| Brasil         | Suiza   |
| Chile          |         |
| Cuba           |         |
| Estados Unidos |         |
| México         |         |
| Paraguay       |         |
| Perú           |         |

## Formato de disputa
El torneo contó con varias rondas. En primera instancia, los diez equipos fueron emparejados en duelos donde los ganadores accedieron a la fase final del torneo, mientras que los perdedores tuvieron una nueva oportunidad de llegar al hexagonal final.
Mientras que los cinco ganadores de la primera ronda esperaban, el sexto clasificado se obtuvo de una serie de fases. En primera instancia, cuatro de los cinco perdedores de la primera ronda se emparejaron y enfrentaron, donde los dos ganadores accedieron junto con un tercer equipo a un triangular para avanzar a la fase final. Los perdedores de estos partidos accedieron al cuadrangular final para definir los puestos del séptimo al décimo. Los tres equipos del triangular se enfrentaron entre sí y el ganador avanzó a la fase final, mientras que los perdedores al cuadrangular para definir los últimos puestos.
El final del torneo estuvo dividido en dos grupos, el hexagonal final determinaba los puestos del primero al sexto, el cuadrangular final determinaba los puestos del séptimo al décimo. En cada grupo los equipos se enfrentaban todos contra todos y se armaron dos tablas de posiciones, una por cada grupo. El ganador del hexagonal final fue considerado el campeón del torneo.

## Ronda preliminar
| 7 de marzo, 20:30 | Perú                               | 22–62       | Francia                            | Santiago de Chile                   |  |
|                   | Marcador por tiempos: 10-28, 12-34 |             |                                    |                                     |  |
|                   | Estadísticas Nelly Bedregal 6      | Reporte Pts | Estadísticas 21 Anne Marie Golchen | Pabellón: Estadio Nacional de Chile |  |

| 8 de marzo | Cuba                               | 31–50       | Brasil                        | Santiago de Chile                   |  |
|            | Marcador por tiempos: 16-21, 15-29 |             |                               |                                     |  |
|            | Estadísticas Irma Buergo 11        | Reporte Pts | Estadísticas 19 Maria Ferrari | Pabellón: Estadio Nacional de Chile |  |

| 8 de marzo, 19:30 | Paraguay                           | 28–60       | Estados Unidos                | Santiago de Chile                   |  |
|                   | Marcador por tiempos: 14-25, 14-35 |             |                               |                                     |  |
|                   | Estadísticas Cira Escudero 9       | Reporte Pts | Estadísticas 13 Agnes Baldwin | Pabellón: Estadio Nacional de Chile |  |

| 10 de marzo | Argentina                         | 39–34       | México                       | Santiago de Chile                   |  |
|             | Marcador por tiempos: 18-8, 21-26 |             |                              |                                     |  |
|             | Estadísticas María Pastorino 9    | Reporte Pts | Estadísticas 8 Isabel Alfaro | Pabellón: Estadio Nacional de Chile |  |

| 10 de marzo, 22:30 | Chile                              | 37–28       | Suiza                        | Santiago de Chile                   |  |
|                    | Marcador por tiempos: 18-15, 19-13 |             |                              |                                     |  |
|                    | Estadísticas Onesima Reyes 11      | Reporte Pts | Estadísticas 12 Elyane Girod | Pabellón: Estadio Nacional de Chile |  |

Clasificados para competir por las medallas: Francia, Brasil, Estados Unidos, Argentina y Chile.

## Repesca

### Primera parte
| 11 de marzo, 21:00 | México                             | 33–41       | Paraguay                        | Santiago de Chile                   |  |
|                    | Marcador por tiempos: 16-15, 17-26 |             |                                 |                                     |  |
|                    | Estadísticas Elsa Gamborino 8      | Reporte Pts | Estadísticas 11 África Bataglia | Pabellón: Estadio Nacional de Chile |  |

| 11 de marzo, 22:30 | Cuba                               | 32–28       | Suiza                           | Santiago de Chile                   |  |
|                    | Marcador por tiempos: 10-14, 22-14 |             |                                 |                                     |  |
|                    | Estadísticas Estrella Suárez 8     | Reporte Pts | Estadísticas 9 Huguete Bartschi | Pabellón: Estadio Nacional de Chile |  |

Avanzan en la repesca: Paraguay y Cuba.
Avanzan al cuadrangular por el séptimo puesto: Suiza y México.

### Segunda parte
|   | Equipo   | Pts | PG | PP | PF  | PC | Dif |
| - | -------- | --- | -- | -- | --- | -- | --- |
| 1 | Paraguay | 4   | 2  | 0  | 111 | 89 | 22  |
| 2 | Cuba     | 3   | 1  | 1  | 101 | 98 | 3   |
| 3 | Perú     | 2   | 0  | 2  | 59  | 84 | −25 |

Repescado para competir por las medallas: Paraguay.
Avanzan al cuadrangular por el séptimo puesto: Cuba y Perú.
| 13 de marzo, 21:00 | Perú                               | 29–42       | Cuba                            | Santiago de Chile                   |  |
|                    | Marcador por tiempos: 17-28, 12-14 |             |                                 |                                     |  |
|                    | Estadísticas Nelly Bedregal 13     | Reporte Pts | Estadísticas 10 Ofelia Gonzáles | Pabellón: Estadio Nacional de Chile |  |

| 14 de marzo, 21:00 | Perú                               | 30–42       | Paraguay                    | Santiago de Chile                   |  |
|                    | Marcador por tiempos: 11-18, 19-24 |             |                             |                                     |  |
|                    | Estadísticas Margot De Balbuena 14 | Reporte Pts | Estadísticas 12 María López | Pabellón: Estadio Nacional de Chile |  |

| 15 de marzo, 17:00 | Cuba                                                 | 59–69       | Paraguay                      | Santiago de Chile                   |  |
|                    | Marcador por tiempos: 15-17, 28-26 (T.E.: 8-8, 8-18) |             |                               |                                     |  |
|                    | Estadísticas Silvia Soler 11                         | Reporte Pts | Estadísticas 18 Cira Escudero | Pabellón: Estadio Nacional de Chile |  |

## Ronda final

### Clasificación del séptimo al décimo puesto
|    | Equipo | Pts | PG | PP | PF  | PC | Dif |
| -- | ------ | --- | -- | -- | --- | -- | --- |
| 7  | Perú   | 6   | 3  | 0  | 106 | 73 | 33  |
| 8  | México | 5   | 2  | 1  | 98  | 94 | 4   |
| 8  | Suiza  | 4   | 1  | 2  | 68  | 79 | −11 |
| 10 | Cuba   | 3   | 0  | 3  | 53  | 79 | −26 |

| 18 de marzo, 21:40 | Perú                              | 31–20       | Cuba                           | Santiago de Chile                   |  |
|                    | Marcador por tiempos: 13-6, 18-14 |             |                                |                                     |  |
|                    | Estadísticas Nelly Bedregal 9     | Reporte Pts | Estadísticas 9 Estrella Suárez | Pabellón: Estadio Nacional de Chile |  |

| 18 de marzo, 22:55 | Suiza                             | 25–40       | México                        | Santiago de Chile                   |  |
|                    | Marcador por tiempos: 9-20, 16-20 |             |                               |                                     |  |
|                    | Estadísticas Elyane Girod 10      | Reporte Pts | Estadísticas 11 Isabel Alfaro | Pabellón: Estadio Nacional de Chile |  |

| 19 de marzo | Perú                               | 34–26       | Suiza                        | Santiago de Chile                   |  |
|             | Marcador por tiempos: 20-14, 14-12 |             |                              |                                     |  |
|             | Estadísticas Margot De Balbuena 9  | Reporte Pts | Estadísticas 11 Elyane Girod | Pabellón: Estadio Nacional de Chile |  |

| 19 de marzo, 23:05 | Cuba                                         | 28–31       | México                    | Santiago de Chile                   |  |
|                    | Marcador por tiempos: 9-7, 13-15 (T.E.: 6-9) |             |                           |                                     |  |
|                    | Estadísticas Ofelia Aldao 11                 | Reporte Pts | Estadísticas 8 Tona Gómez | Pabellón: Estadio Nacional de Chile |  |

| 20 de marzo | México                             | 27–41       | Perú                           | Santiago de Chile                   |  |
|             | Marcador por tiempos: 13-26, 14-15 |             |                                |                                     |  |
|             | Estadísticas Isabel Alfaro 11      | Reporte Pts | Estadísticas 16 Nelly Bedregal | Pabellón: Estadio Nacional de Chile |  |

| 20 de marzo, 21:35 | Suiza                           | 17–5        | Cuba                        | Santiago de Chile                   |  |
|                    | Marcador por tiempos: 11-2, 6-3 |             |                             |                                     |  |
|                    | Estadísticas Monique Pochon 5   | Reporte Pts | Estadísticas 3 Mary Morales | Pabellón: Estadio Nacional de Chile |  |

### Hexagonal final, zona por el campeonato
|                   | Equipo         | Pts | PG | PP | PF  | PC  | Dif  |
| ----------------- | -------------- | --- | -- | -- | --- | --- | ---- |
| Medalla de oro    | Estados Unidos | 9   | 4  | 1  | 188 | 155 | 33   |
| Medalla de plata  | Chile          | 8   | 3  | 2  | 227 | 207 | 20   |
| Medalla de bronce | Francia        | 8   | 3  | 2  | 227 | 176 | 51   |
| 4                 | Brasil         | 8   | 3  | 2  | 183 | 186 | −3   |
| 5                 | Paraguay       | 6   | 1  | 4  | 170 | 273 | −103 |
| 6                 | Argentina      | 6   | 1  | 4  | 159 | 193 | −34  |

| 13 de marzo, 22:30 | Francia                            | 37–41       | Estados Unidos                       | Santiago de Chile                   |  |
|                    | Marcador por tiempos: 16-20, 21-21 |             |                                      |                                     |  |
|                    | Estadísticas Jacqueline Biny 13    | Reporte Pts | Estadísticas 12 Katherine Washington | Pabellón: Estadio Nacional de Chile |  |

| 14 de marzo, 22:30 | Argentina                          | 36–40       | Brasil                        | Santiago de Chile                   |  |
|                    | Marcador por tiempos: 14-11, 22-29 |             |                               |                                     |  |
|                    | Estadísticas María Pastorino 12    | Reporte Pts | Estadísticas 10 María Ferrari | Pabellón: Estadio Nacional de Chile |  |

| 15 de marzo, 18:00 | Chile                              | 38–44       | Argentina                     | Santiago de Chile                   |  |
|                    | Marcador por tiempos: 10-23, 28-21 |             |                               |                                     |  |
|                    | Estadísticas Caty Meyer Hurtado 16 | Reporte Pts | Estadísticas 16 María Bonetti | Pabellón: Estadio Nacional de Chile |  |

| 16 de marzo, 21:00 | Brasil                             | 37–49       | Francia                            | Santiago de Chile                   |  |
|                    | Marcador por tiempos: 17-18, 20-31 |             |                                    |                                     |  |
|                    | Estadísticas Aglee Giogio 9        | Reporte Pts | Estadísticas 25 Anne Marie Golchen | Pabellón: Estadio Nacional de Chile |  |

| 16 de marzo, 22:30 | Chile                              | 67–42       | Paraguay                      | Santiago de Chile                   |  |
|                    | Marcador por tiempos: 24-19, 43-23 |             |                               |                                     |  |
|                    | Estadísticas Caty Meyer Hurtado 27 | Reporte Pts | Estadísticas 10 María Escobar | Pabellón: Estadio Nacional de Chile |  |

| 17 de marzo, 22:00 | Argentina                         | 22–34       | Estados Unidos                 | Santiago de Chile                   |  |
|                    | Marcador por tiempos: 15-16, 7-18 |             |                                |                                     |  |
|                    | Estadísticas Irma Reyes 5         | Reporte Pts | Estadísticas 14 Pauline Bowden | Pabellón: Estadio Nacional de Chile |  |

| 18 de marzo, 21:00 | Paraguay                           | 27–58       | Francia                            | Santiago de Chile                   |  |
|                    | Marcador por tiempos: 15-21, 12-37 |             |                                    |                                     |  |
|                    | Estadísticas María López 8         | Reporte Pts | Estadísticas 18 Anne Marie Golchen | Pabellón: Estadio Nacional de Chile |  |

| 18 de marzo, 22:30 | Estados Unidos                       | 23–29       | Brasil                        | Santiago de Chile                   |  |
|                    | Marcador por tiempos: 7-18, 16-11    |             |                               |                                     |  |
|                    | Estadísticas Katherine Washington 10 | Reporte Pts | Estadísticas 14 María Ferrari | Pabellón: Estadio Nacional de Chile |  |

| 19 de marzo, 21:00 | Argentina                          | 31–33       | Paraguay                     | Santiago de Chile                   |  |
|                    | Marcador por tiempos: 12-13, 19-20 |             |                              |                                     |  |
|                    | Estadísticas Irma Reyes 12         | Reporte Pts | Estadísticas 7 María Escobar | Pabellón: Estadio Nacional de Chile |  |

| 19 de marzo, 22:30 | Chile                              | 45–35       | Francia                             | Santiago de Chile                   |  |
|                    | Marcador por tiempos: 19-21, 26-14 |             |                                     |                                     |  |
|                    | Estadísticas Onesima Reyes 24      | Reporte Pts | Estadísticas 13 Edith Tavert Kloeck | Pabellón: Estadio Nacional de Chile |  |

| 22 de marzo, 21:00 | Paraguay                          | 31–41       | Estados Unidos                       | Santiago de Chile                   |  |
|                    | Marcador por tiempos: 6-21, 25-20 |             |                                      |                                     |  |
|                    | Estadísticas María Escobar 11     | Reporte Pts | Estadísticas 13 Katherine Washington | Pabellón: Estadio Nacional de Chile |  |

| 22 de marzo, 22:30 | Chile                              | 41–37       | Brasil                        | Santiago de Chile                   |  |
|                    | Marcador por tiempos: 25-18, 16-19 |             |                               |                                     |  |
|                    | Estadísticas Onesima Reyes 17      | Reporte Pts | Estadísticas 10 Zilda Ulbrich | Pabellón: Estadio Nacional de Chile |  |

| 22 de marzo, 18:30 | Paraguay                           | 37–40       | Brasil                        | Santiago de Chile                   |  |
|                    | Marcador por tiempos: 15-20, 22-20 |             |                               |                                     |  |
|                    | Estadísticas África Bataglia 11    | Reporte Pts | Estadísticas 10 Zilda Ulbrich | Pabellón: Estadio Nacional de Chile |  |

| 22 de marzo, 19:30 | Francia                            | 48–26       | Argentina                       | Santiago de Chile                   |  |
|                    | Marcador por tiempos: 25-13, 23-13 |             |                                 |                                     |  |
|                    | Estadísticas Anne Marie Golchen 30 | Reporte Pts | Estadísticas 10 María Pastorino | Pabellón: Estadio Nacional de Chile |  |

| 22 de marzo, 20:30 | Chile                              | 36–49       | Estados Unidos                 | Santiago de Chile                   |  |
|                    | Marcador por tiempos: 19-26, 17-23 |             |                                |                                     |  |
|                    | Estadísticas Caty Meyer Hurtado 11 | Reporte Pts | Estadísticas 17 Pauline Bowden | Pabellón: Estadio Nacional de Chile |  |

## Clasificación final
| Pos. | Equipo         |
| ---- | -------------- |
| 1.°  | Estados Unidos |
| 2.°  | Chile          |
| 3.°  | Francia        |
| 4.°  | Brasil         |
| 5.°  | Paraguay       |
| 6.°  | Argentina      |
| 7.°  | Perú           |
| 8.°  | México         |
| 9.°  | Suiza          |
| 10.° | Cuba           |

## Plantilla del equipo ganador
- Estados Unidos:

Fern Nash, Katherine Washington, Pauline Bowden, Janet Thompson, Betty Clark, Betty Murphy, Agnes Baldwin, Mildred Sanders, Agnes Loyd. Seleccionador: John Head